# حقائق قضية سابولتا (رواية)
تُعد حقائق قضية سابولتا (بالإسبانية: La verdad sobre el caso Savolta)‏ أول رواية للكاتب الإسبانى إدواردو مندوثا (11 يناير 1943) أديب أسباني يكتب بالقطلونية والأسبانية. درس القانون وعاش في نيويورك بين عامي 1973 – 1982؛ حيث عمل مترجما في الأمم المتحدة
في 1975 طبع أولى رواياته حقائق قضية سابولتا، وفي هذه الرواية يتناول الحياة في برشلونة بين عامي 1917 – 1919، وقد نال عنها جائزة النقد عام 1976. والتي نُشرت عام 1975، وهي رواية ذات طابع بوليسي تاريخي. يوجد العديد من الشخصيات التي لديها رؤية متعمقة للتاريخ هذه الفترة. ونالت الرواية جائزة النقد عام 1976. وقام أنطونيو دروبى بمعالجتها سينيمائيا وبنفس العنوان.

## عن الكاتب
إدورادو مندوثا (بالإسبانية: Eduardo Mendoza) أديب أسباني يكتب بالقطلونية والإسبانية، ولد في برشلونة في 11 يناير 1943. درس القانون وعاش في نيويورك بين عامي 1973 – 1982؛ حيث عمل مترجما في الأمم المتحدة.وطبع أول رواياته حقائق قضية سابولتا عام1975. ويتناول في هذه الرواية الحياة في برشلونة بين عامي 1917 و1919، وقد نال عنها جائزة النقد عام 1976. وافتتح عمله الأدبي برواية حقائق قضية سابولتا عام 1975 بأسلوب بسيط سهل ومباشر مع استخدامه وصياغته البارعة لمصطلحات ثقافية وقديمة لغوية. ويُعد عمله الأدب] مُجهزا بشكل عام في برشلونة، موطنه الأصلي، متآلفا مع وصف وتاريخ هذه المدينة في عصور سابقة خاصة في الحرب الأهلية الإسبانية وأيضا الحالية. وعلى الرغم من أن النوع الأدبي الرئيسى لميندوثا هو الرواية إلا أنه قد كتب على مدار مسريته الأدبية المهنية مقالات مثل: باروخا والمتناقضات، ومؤخرا بعض القصص القصيرة والروايات مثل: الحيوات الثلاثة للقديسين. وحصل عام 2010 على جائزة بلانتا في رواية شجار القطط في مدريد عام 1936. وتعد روايته سر السرداب المسحور عام 1979 ومدينة العجايب عام 1986 من أشهر أعماله جنبا إلى جنب مع حقائق قضية سابولتا.

## مضمون النص
البطل خابير ميراندا هو شاب من الأقاليم، سافر إلى برشلونة في بدايات القرن العشرين في رحلة للبحث عن عمل. بدأ عمله في مكتب محاماه يديره كورتابانيس، ثم تعرف على الشخص الذي سيصبح معلمه الخاص وهو باول أندري ليبرينس.
هذا العمل يسرد أحداث غير واضحة والتي نفذت خاصة من قبل ليبرينس بسبب طمعه ورغبته الشديدة في السلطة. أيضاَ تدور حول موضوع الحب وذلك عن طريق تعرضه لشخصية ماريا كورال وهي شخصية مبهمة وفاتنة والتي أصبحت مجنونة بحبها لليبرينس.
ينتهى النص بتمردات كبيرة من قبل العاملين في برشلونة وبموت ليبرينس في ظروف غامضة.بعد ذلك الحدث يهاجر ميراندا مع زوجته إلى نيويورك.

## عناصر النص
وتتزامن عملية السرد مع رواية الشهادة في الجلسة التي عُقدت بعدها بعشر سنوات، وتلك الشهادات تتألف من ذكريات البطل وقصص الشخصيات الثانوية الآخرى مثل نيمسو كابرا، حول قضية سابولتا. إلى جانب تلك الروايات والحكايات، توجد وثائق قضائية وبوليسية.
فقد تطورت معظم الأحداث في برشلونة عام 1918، ومن الملاحظ أن هذا العصر كان يتميز بانعدام الأمن بشكل كبير، ولذلك فقد قامت الطبقة العاملة بإضرابات وذلك احتجاجا على ما يُعتبر ملكها. من جهة أخرى قامت الطبقة البرجوازية العُليا بمعالجة ذلك الامر عن طريق تهدئة حماسهم مسخدمة حتى العُنف من بلطجية مُتعاقد معهم بإعطائهم أجر مقابل ترويع المحرضين.
يُعد نمط الاسترجاع الفني المتكرر والمعتاد، حيث أنه يعطي رؤية حول فن التصوير السينمائي منشئا رواية مثل البازل أو رواية البازل. ومع ذلك فان فالجزء الأخير، تتميز الرواية بالسرد الكلاسيكي والخطي.
يقدم العمل بدوره مجموعة متعددة من الأجناس (باستيش، وهي تقنية تستخدم في الأدب والفنون الأخرى، وتتألف من المحاكاة بشكل علني للنصوص المختلفة، والجمع بين الأساليب أو الكتاب، وذلك لتعطي الانطباع بأنها إبداع مستقل، والدعاية والنص التاريخي...الخ) وذلك تحت حس الفكاهة.

## الشخصيات
يُعد خابير ميراندا بطل الرواية. فهو يمثل الملامح التي تربطه بشخصية البطل المضاد في الرواية الصّعلوكية، كما أن لاثارو دى تورمس التفت إلى حالته وكيف وصل إلى هذه المرحلة، فالآن تطلع خابير إلى تحسين حالته وذلك على حساب زواجه بعشيقة رئيسه «لابيرنس». فالبطل خابير شخصية غير فعالة حيث أنه غير مُلم بلأحداث بل ويُفضل تجاهلها.
- نيمسيو كابرا جوميث ويُشار اسمه أيضا إلى رواية الصعاليك، وتحديدا إلى المحامى كابرا في رواية حياة البوسكون التي كتبها فرانثيسكو دي كيفيدو وهي مثال على المتشردين ومرآة البخلاء. فهو يتميز بجنونه وتلاعبه مما جعله مُطاردا من قبل الفوضوين والبوليس وبعض الشخصيات ذات النفوذ. هو الوحيد الذي يُدرك الحقيقة. ولكن دون جدوى لأن لا أحد يسمعه بالرغم من أنهم جميعا يحاولون استخلاص المعلومات منه بالحيل. بالضبط كما في دون كيخوطي، فالجنون كانت وسيلة تعيق ادراك الحقيقة والتي يُعد البحث عنها مستحيل في مجتمع ظالم. وأيضا كما في لاثرو دى تورميس، فقد عبرالبطل هنا عن حالته للمأمور «باثكيث».
- لابيرنس هو البطل الثالث لهذه الرواية. فهو شخصية شريرة حيث انه ينتمى إلى النماذج المُتمثلة في مجرمين السينيما (جميل، وشرير بلا شك). ويحكي في الرواية عن صعود لابيرنيس إلى الطبقة البرجوازية القطالونية في هذا العصر.تبدو وجهات النظر حول لابيرنس مختلفة:

بالنسبة للبعض فهو جزار، ويبدو لزوجته رجُل عظيم، أما عن خابير ميراندا، فهو بالنسبة له شخص ساحر آخذ للعقل.و لكن موته مكث دون وضوح.
يوجد شخصيات اُخرى لهذه الرواية «حقائق قضية سابولتا» وهم، المأمور باثكيث والذي يحقق في موت كلا من: باخاريتو دى سوتو وشُركاء مؤسسة سابولتا.بعد ذلك سيُكمل مهمته الشاويش توتورنو.

## معالجة سينمائية
قام أنطونيو دروبى بإخراجها سينيمائيا وبنفس العنوان.

## وصلات خارجية
- حقائق قضية سابولتا 1 على يوتيوب
- حقائق قضية سابولتا 2 على يوتيوب